# Kitnos
Kitnos (gr. Κύθνος) – wyspa w Grecji, w archipelagu Cyklady, w administracji zdecentralizowanej Wyspy Egejskie, w regionie Wyspy Egejskie Południowe, w jednostce regionalnej Kiea-Kitnos, w gminie Kitnos. W 2011 roku liczyła 1456 mieszkańców.
Ludność wyspy zajmuje się rolnictwem oraz rybołówstwem. Na wyspie znajdują się złoża rud żelaza oraz gorące źródła lecznicze.